# Epidendrum doroteae
Epidendrum doroteae là một loài thực vật có hoa trong họ Lan. Loài này được P.H.Allen mô tả khoa học đầu tiên năm 1958.